# Lasmenia balansae
Lasmenia balansae är en svampart som beskrevs av Speg. 1886. Lasmenia balansae ingår i släktet Lasmenia, divisionen sporsäcksvampar och riket svampar.   Inga underarter finns listade i Catalogue of Life.